# Współrzędne barycentryczne (matematyka)
Współrzędne barycentryczne – układ współrzędnych zdefiniowany przez wierzchołki sympleksu.
Niech {\displaystyle x_{0},x_{1},\dots ,x_{n}} będą wierzchołkami sympleksu w n-wymiarowej przestrzeni liniowej {\displaystyle A.}
Jeśli dla pewnego punktu {\displaystyle p\in A{:}}
{\displaystyle (a_{0}+\ldots +a_{n})p=a_{0}x_{0}+\ldots +a_{n}x_{n},}
to {\displaystyle (a_{0},\dots ,a_{n})} są współrzędnymi barycentrycznymi punktu {\displaystyle p.}
Punkt
{\displaystyle b={\frac {a_{0}+\ldots +a_{n}}{n+1}}}
jest barycentrum (środkiem masy) sympleksu, stąd nazwa tego układu.